# Alessa
Alessa [a.ˈlɛs.sa] ist ein weiblicher Vorname.

## Herkunft und Bedeutung
Der Name Alessa stellt eine Kurzform des italienischen Namens Alessandra dar.

## Verbreitung
In Deutschland wird der Name Alessa nur sehr selten vergeben. Zwischen 2010 und 2023 wurde er nur etwa 800 Mal als erster Vorname gewählt. Nachdem der Name Ende der 2010er Jahre zunächst an Beliebtheit verloren hatte, konnte er im vergangenen Jahr wieder etwas an Popularität gewinnen. Dabei wird er in Thüringen am häufigsten vergeben.

## Namensträger
- Alessa Berkenkamp (* 1982), deutsche Politikerin (Bündnis 90/Die Grünen), MdA
- Alessa-Catriona Pröpster (* 2001), deutsche Radsportlerin